# Hirtodrosophila
Hirtodrosophila este un gen de muște din familia Drosophilidae.

## Specii[1]
- Hirtodrosophila actinia
- Hirtodrosophila akabo
- Hirtodrosophila alabamensis
- Hirtodrosophila albiventer
- Hirtodrosophila alboralis
- Hirtodrosophila allynensis
- Hirtodrosophila alpiniae
- Hirtodrosophila apicohispida
- Hirtodrosophila asozana
- Hirtodrosophila astioidea
- Hirtodrosophila baechlii
- Hirtodrosophila baikalensis
- Hirtodrosophila batracida
- Hirtodrosophila bicoloripennis
- Hirtodrosophila borbonica
- Hirtodrosophila borboros
- Hirtodrosophila cameraria
- Hirtodrosophila caputudis
- Hirtodrosophila chagrinensis
- Hirtodrosophila chandleri
- Hirtodrosophila cinerea
- Hirtodrosophila clypeata
- Hirtodrosophila clypeora
- Hirtodrosophila clypitata
- Hirtodrosophila confusa
- Hirtodrosophila cowani
- Hirtodrosophila danielae
- Hirtodrosophila dentata
- Hirtodrosophila dolichophallata
- Hirtodrosophila donaldi
- Hirtodrosophila duncani
- Hirtodrosophila durantae
- Hirtodrosophila elliptosa
- Hirtodrosophila fascipennis
- Hirtodrosophila flabellopalpis
- Hirtodrosophila flavohalterata
- Hirtodrosophila furcapenis
- Hirtodrosophila furcapenisoides
- Hirtodrosophila fuscohalterata
- Hirtodrosophila gavea
- Hirtodrosophila gilva
- Hirtodrosophila glabrifrons
- Hirtodrosophila grisea
- Hirtodrosophila hannae
- Hirtodrosophila hexapogon
- Hirtodrosophila hexaspina
- Hirtodrosophila hirticornis
- Hirtodrosophila hirtinotata
- Hirtodrosophila hirtominuta
- Hirtodrosophila hirtonigra
- Hirtodrosophila hirudo
- Hirtodrosophila histrioides
- Hirtodrosophila ikedai
- Hirtodrosophila innocua
- Hirtodrosophila isatoidea
- Hirtodrosophila jacobsoni
- Hirtodrosophila jordanensis
- Hirtodrosophila junae
- Hirtodrosophila kaindiana
- Hirtodrosophila kangi
- Hirtodrosophila kuscheli
- Hirtodrosophila lamingtoni
- Hirtodrosophila lappetata
- Hirtodrosophila latifrontata
- Hirtodrosophila latinokogiri
- Hirtodrosophila laurelae
- Hirtodrosophila levigata
- Hirtodrosophila limbicostata
- Hirtodrosophila longala
- Hirtodrosophila longecrinita
- Hirtodrosophila longetrinica
- Hirtodrosophila longialata
- Hirtodrosophila longicorpata
- Hirtodrosophila longifurcapenis
- Hirtodrosophila longiphallus
- Hirtodrosophila longivittata
- Hirtodrosophila lundstroemi
- Hirtodrosophila macalpinei
- Hirtodrosophila macromaculata
- Hirtodrosophila magnarcus
- Hirtodrosophila makinoi
- Hirtodrosophila manonoensis
- Hirtodrosophila mediohispida
- Hirtodrosophila mendeli
- Hirtodrosophila menisigra
- Hirtodrosophila mexicoa
- Hirtodrosophila miniserrata
- Hirtodrosophila minuscula
- Hirtodrosophila mixtura
- Hirtodrosophila morgani
- Hirtodrosophila mycetophaga
- Hirtodrosophila narinosa
- Hirtodrosophila naumanni
- Hirtodrosophila neomakinoi
- Hirtodrosophila nigripennis
- Hirtodrosophila nigriventer
- Hirtodrosophila nigrohalterata
- Hirtodrosophila nokogiri
- Hirtodrosophila novicia
- Hirtodrosophila nubalata
- Hirtodrosophila nudimanona
- Hirtodrosophila nudinokogiri
- Hirtodrosophila okadomei
- Hirtodrosophila oldenbergi
- Hirtodrosophila omogoensis
- Hirtodrosophila orbospiracula
- Hirtodrosophila ordinaria
- Hirtodrosophila paiviae
- Hirtodrosophila palumae
- Hirtodrosophila paradentata
- Hirtodrosophila paralatifrontata
- Hirtodrosophila paramanona
- Hirtodrosophila pentavittata
- Hirtodrosophila pichis
- Hirtodrosophila pictiventris
- Hirtodrosophila pleuralis
- Hirtodrosophila pleurostrigata
- Hirtodrosophila poecilogastra
- Hirtodrosophila polypori
- Hirtodrosophila prognatha
- Hirtodrosophila pseudonokogiri
- Hirtodrosophila quadrivittata
- Hirtodrosophila ramulosa
- Hirtodrosophila reilliana
- Hirtodrosophila sanyi
- Hirtodrosophila scutellata
- Hirtodrosophila seminigra
- Hirtodrosophila seminokogiri
- Hirtodrosophila sexvittata
- Hirtodrosophila shaitanensis
- Hirtodrosophila shiptonensis
- Hirtodrosophila solomonica
- Hirtodrosophila spinicauda
- Hirtodrosophila spinipes
- Hirtodrosophila strigocula
- Hirtodrosophila subarctica
- Hirtodrosophila subflavohalterata
- Hirtodrosophila subgilva
- Hirtodrosophila sublineata
- Hirtodrosophila taeniopleura
- Hirtodrosophila tenuinokogiri
- Hirtodrosophila thoracis
- Hirtodrosophila toyohiokadai
- Hirtodrosophila tozana
- Hirtodrosophila trapezina
- Hirtodrosophila tricolora
- Hirtodrosophila trifasciata
- Hirtodrosophila trifurca
- Hirtodrosophila trilineata
- Hirtodrosophila trivittata
- Hirtodrosophila unicolorata
- Hirtodrosophila ussurica
- Hirtodrosophila whianensis
- Hirtodrosophila vina
- Hirtodrosophila yakushimana
- Hirtodrosophila zentae